# فروشگاه کوچک ترسناک (فیلم ۱۹۶۰)
فروشگاه کوچک ترسناک (انگلیسی: The Little Shop of Horrors) فیلم ترسناک کمدی سیاه آمریکایی به کارگردانی راجر کورمن با بازی جاناتان هیز و جک نیکلسون می‌باشد که در سال ۱۹۶۰ منتشر شد.